# Гаврилов, Юрий Анатольевич
Юрий Анатольевич Гаврилов (укр. Юрій Анатолійович Гаврилов; 27 февраля 1967, Донецк — 5 мая 2021) — советский и украинский гандболист, олимпийский чемпион 1992 года. Заслуженный мастер спорта СССР (1992).
Выступал за Клуб Армии и ВМФ (Киев).
В финале Олимпийских игр 1992 года против сборной Швеции забросил 5 мячей, став самым результативным в составе сборной Объединённой команды.

## Достижения
- Олимпийский чемпион 1992
- Серебряный призёр ЧМ 1990